# Hannivka, Nosivka
Hannivka (în ucraineană Ганнівка) este localitatea de reședință a comunei Hannivka din raionul Nosivka, regiunea Cernihiv, Ucraina.

## Demografie
Componența lingvistică a localității Hannivka
     Ucraineană (99,36%)
     Alte limbi (0,64%)
Conform recensământului din 2001, majoritatea populației localității Hannivka era vorbitoare de ucraineană (99,36%), existând în minoritate și vorbitori de alte limbi.